# Jürgen Barth
Jürgen Barth (Berlim, 12 de maio de 1943 — Raubling, 17 de janeiro de 2011) foi um ciclista alemão. Representou a Alemanha Ocidental nos Jogos Olímpicos de 1968 e Jogos Olímpicos de 1972.